# El fusilamiento de Dorrego
El fusilamiento de Dorrego es una película de Argentina dirigida por Mario Gallo sobre su propio guion que se estrenó entre 1908 y 1910 y que tuvo a Salvador Rosich, Eliseo Gutiérrez y Roberto Casaux como actores principales.

## Producción
El director Mario Gallo, italiano que había llegado a la Argentina en 1905, comenzó a filmar en 1909 y realizó la primera película con argumento de Argentina, si bien las opiniones de los estudiosos no son coincidentes en cuanto a su orden temporal. La versión tradicional de Pablo C. Ducros Hicken, investigador e historiador especializado en cine, la prioridad fue de El fusilamiento de Dorrego que habría sido estrenado el 24 de mayo de 1908. Otros investigadores fechan su rodaje dos años después, lo que significaría que la primera película sería La Revolución de Mayo de 1909. El rodaje se desarrolló en la terraza del Teatro Nuevo y fueron sus protagonistas los renombrados Salvador Rosich, Eliseo Gutiérrez y Roberto Casaux. Las opiniones sobre el filme, del que no se conservan copias, son disímiles: oscilan entre quienes lo consideran una correcta expresión a la manera de su época y quienes opinan que fue un estrafalario incomprensible. 

## Valoración
Algunos estudiosos ven en la obra fílmica de Gallo la influencia de la corriente del Film d'Árt, que desde 1908 intentaba en Francia la primera aproximación al cine como arte, para alejarlo del mero espectáculo de feria, y que tuvo su primera expresión en El asesinato del Duque de Guise, filme que tuvo además la particularidad de ser el primero en contar con música original, expresamente solicitada por su director el francés André Calmettes, compuesta por el septuagenario Camille Saint-Saëns para ser ejecutada en vivo durante la proyección.
En La Revolución de Mayo se puede apreciar que su lenguaje está emparentado con el del cine francés de su tiempo: la acción es eminentemente teatral, los decorados pintados en telones (el Cabildo flamea al soplar el viento), la cámara toma el lugar de un espectador y la narrativa queda a cargo de las placas con leyendas, funcionando la imagen a la manera de la ilustración de un texto. 

## Reparto
- Eduardo Zucchi
- Salvador Rosich
- Eliseo Gutiérrez
- Roberto Casaux